# Castello di Barisciano
Il castello di Barisciano sorge sul monte Costa Castello a 1094 m s.l.m. nel comune di Barisciano, in provincia dell'Aquila.

## Storia
Posto a protezione del borgo di Barisciano, sorto intorno all'VIII secolo in una posizione strategica sull'altopiano di Navelli e sull'accesso al Gran Sasso, venne costruito come castello-recinto nel XIII secolo per ospitarne la popolazione locale in caso di pericolo.
Partecipò alla fondazione della città dell'Aquila ed il 23 aprile 1424 venne attaccato e distrutto dal capitano di ventura Braccio da Montone durante l'assedio alla città, ne rimase comunque a far parte fino al 1529, per poi diventare feudo di diverse famiglie aristocratiche. Attorno al XVI secolo perse il suo ruolo difensivo e venne abbandonato.

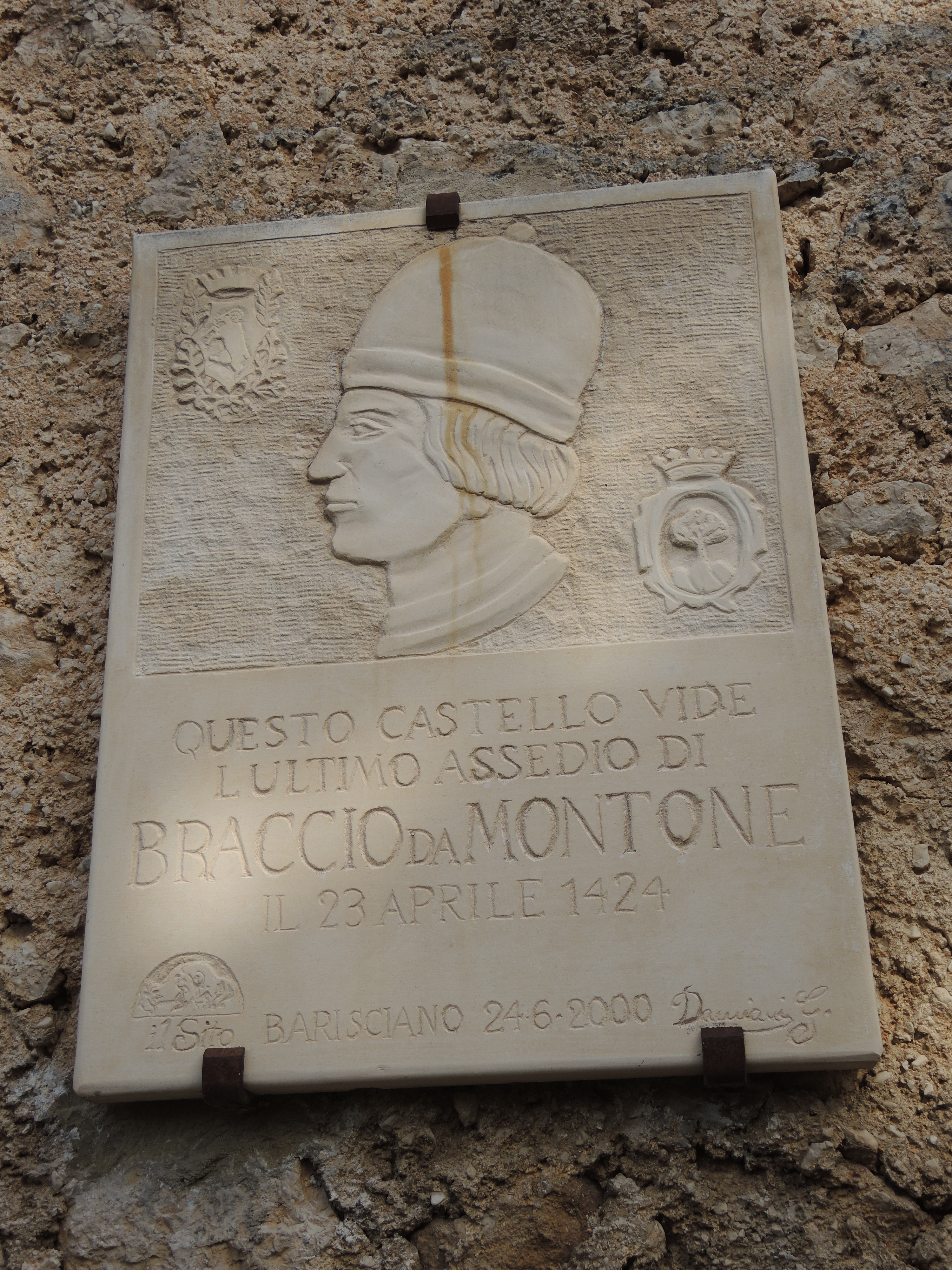
Targa commemorativa dell'attacco provocato da Braccio da Montone il 23 aprile 1424

In memoria dell'epidemia del 1526, a ridosso di una delle torri del castello fu eretta la chiesa di San Rocco, che ospita al suo interno una statua lignea del santo ed alcuni affreschi cinquecenteschi.

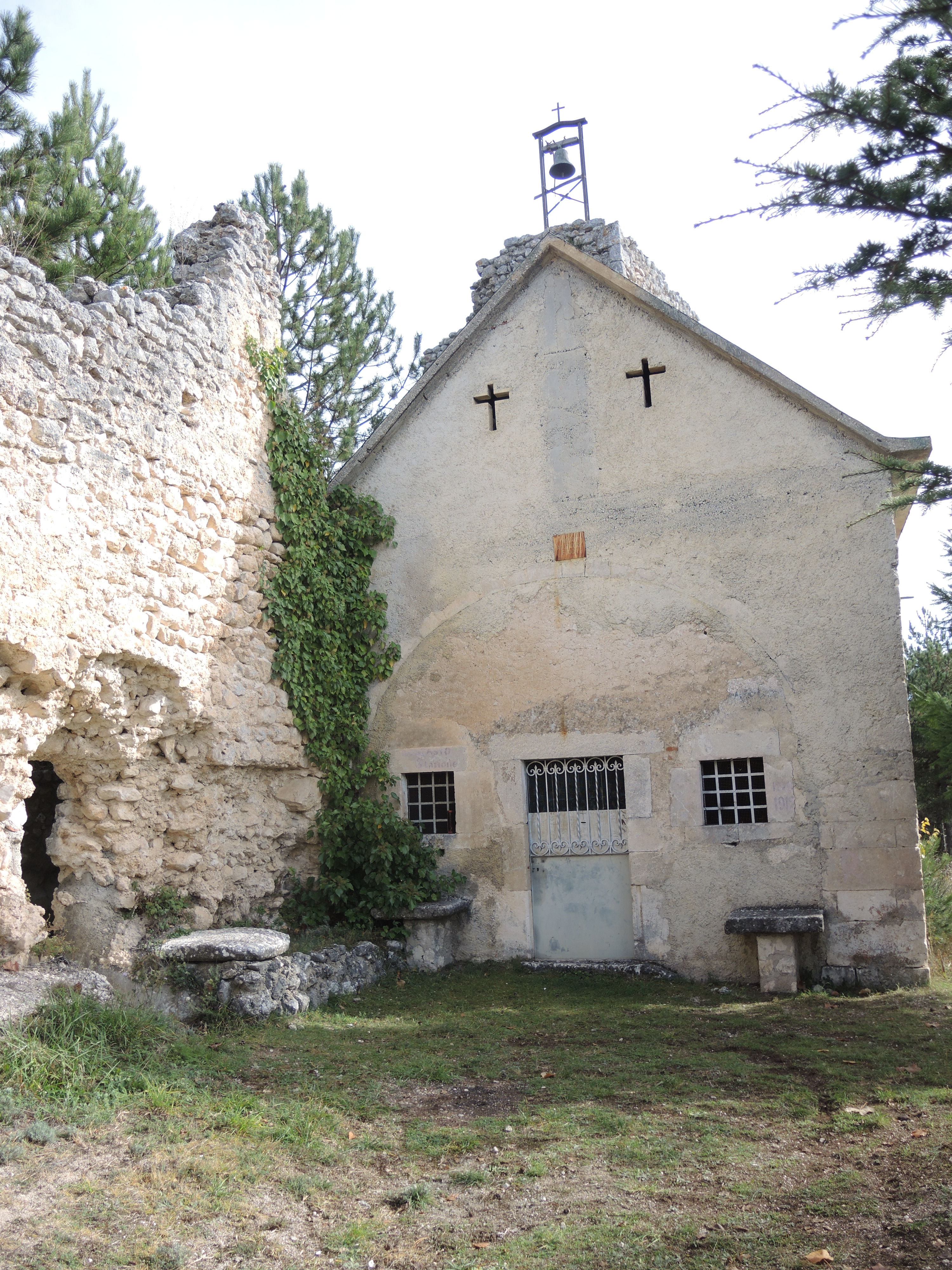
Chiesa di San Rocco al Castello

Il castello subì ulteriori danni con il terremoto dell'Aquila del 1703 e la spoliazione delle pietre per la costruzione di edifici a Barisciano. Il terremoto del 2009 provoca altri gravi danni, facendo crollare il torrione ovest, uno dei meglio conservati, insieme alla torre-campanile della chiesa di San Rocco.

## Architettura
Il castello-recinto ha pianta quadrangolare con un perimetro di circa 1 km. Il mastio, a pianta pentagonale, era posto nell'apice superiore e lungo la cinta muraria si trovavano altre torri di fiancheggiamento, per un totale di otto torri. All'interno del recinto vi sono ancora i resti di altre costruzioni anche se, come per quasi tutti gli altri castelli-recinto della zona, non doveva essere abitato permanentemente.

## Chiesa di San Rocco

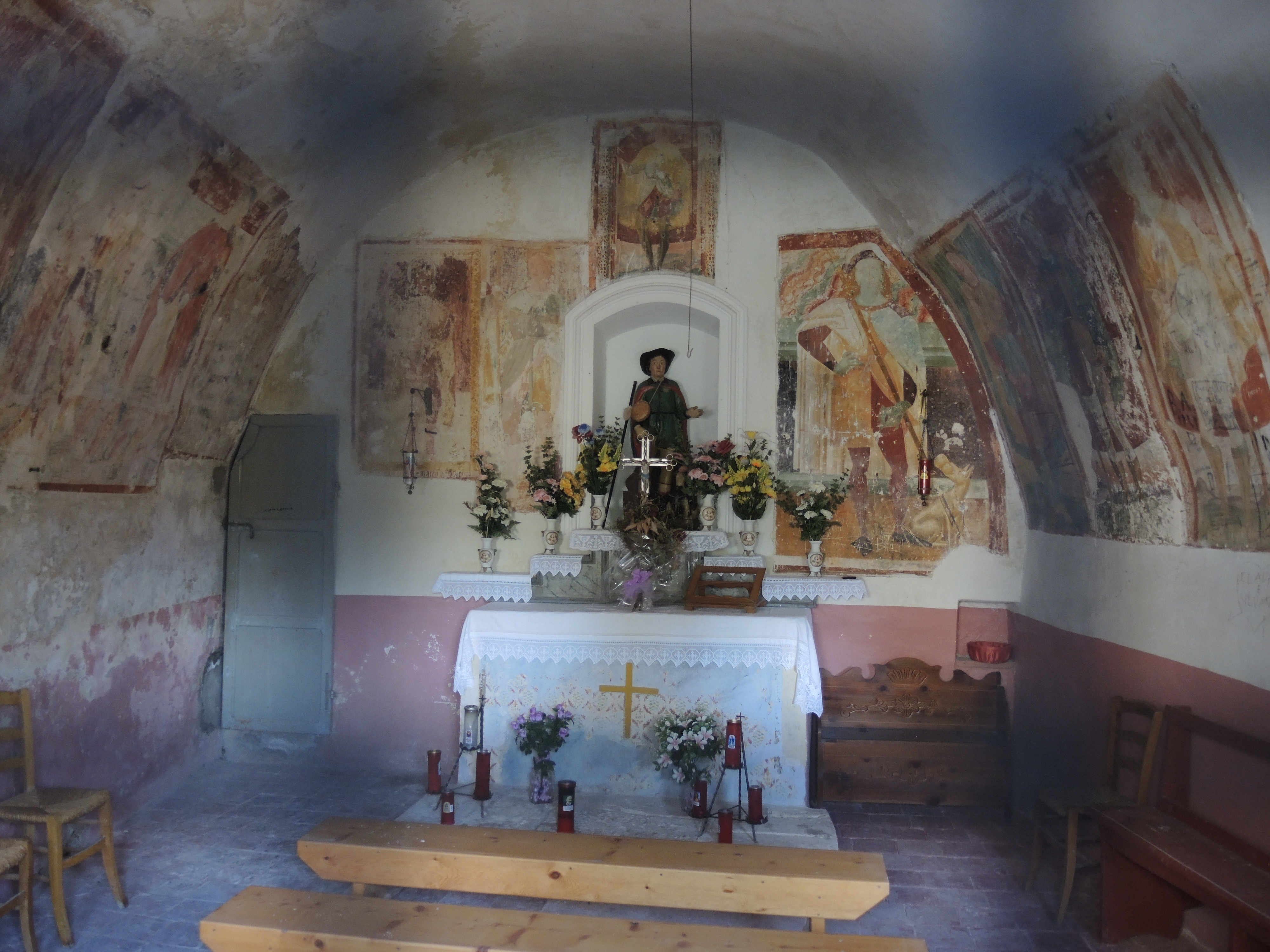
Interno della chiesa di San Rocco al Castello

La chiesa fu costruita verso la fine del XVI secolo presso una torre del castello, che ora funge anche da campanile, come ex voto per il miracolo del santo durante la pestilenza del 1526. La chiesa ha forma di capanna con tetto spiovente ed un piccolo campanile a vela. La facciata è stata malamente restaurata e presenta scarsi elementi artistici. L'interno è ad aula unica con volta a botte e conserva affreschi cinquecenteschi riguardanti la vita del santo.